# Algemene Bevrijdings- en Ontwikkelingspartij
De Algemene Bevrijdings- en Ontwikkelingspartij, afgekort ABOP, is een politieke partij in Suriname. De partij heeft vooral een achterban onder de Marrons.
Tijdens een ledenvergadering van de ABOP in mei 2019 werd Ronnie Brunswijk voor de derde periode bevestigd als voorzitter. Gilbêrt van Lierop werd gekozen als voorzitter van het Congresbestuur,  de eerste niet Marron in deze functie sinds de oprichting van de partij. In de vergadering werden ook vijf ondervoorzitters gekozen: Diana Pokie, Joël Martinus (Bordo), Marinus Cambiel, Hendrik Cairo en Waldo Jeso. Stefanus Ligorie en Edgar Sampie werden in september 2018 tot respectievelijk voorzitter en ondervoorzitter van het landelijke jongerenbestuur gekozen.

## Geschiedenis

### De beginjaren
De partij werd in 1990 opgericht als afsplitsing van de partij Broederschap en Eenheid in de Politiek (BEP).  De partij deed aan de verkiezingen van 1991 maar behaalde geen zetels.
Op 11 februari 1990 werd tijdens een bijzonder partijcongres Petrus Domini als eerste voorzitter van de ABOP gekozen.
In 1996 werd Ronnie Brunswijk lid en kwam in het bestuur als tweede penningmeester. Tijdens een algemeen congres van de partij werd Brunswijk verkozen tot voorzitter van de partij. De partij deed opnieuw mee aan de verkiezingen van 1996 en 2000, maar er werden geen zetels behaald in De Nationale Assemblee.

### Verkiezingen van 2005
In 2005 besloot de partij een samenwerking aan te gaan met Broederschap en Eenheid in de Politiek (BEP) en Seeka om gezamenlijk aan de verkiezingen van dat jaar deel te nemen. Deze alliantie, A-Combinatie, behaalde vijf zetels. Ronnie Brunswijk werd gekozen in het district Marowijne, waarmee de ABOP voor het eerst een zetel in DNA behaalde.
A-Combinatie ging na de uitslag van de verkiezingen een samenwerking aan met het Nieuw Front voor Democratie en Ontwikkeling en DA'91. De ABOP mocht de ministerspost op Transport, Communicatie en Toerisme (TCT) invullen. De post werd ingevuld door Alice Amafo, de eerste vrouwelijke minister van Marron-afkomst in deze functie.  Zij was in die tijd voorzitter was van het Wetenschappelijk Bureau van de ABOP.

### Verkiezingen van 2010
In 2010 deed ABOP weer mee aan de verkiezingen in A-Combinatie verband. De ABOP behaalde toen drie zetels, ongeveer 6000 stemmen. De ABOP ging vervolgens een samenwerkingsverband aan met de Nationale Democratische Partij (NDP), van Desi Bouterse. Samen met de Pertjajah Luhur onder leiding van Paul Somohardjo vormden ze de regeringscoalitie. Bouterse werd tot president benoemd en het werd aan de ABOP overgelaten om het vicepresidentschap in te vullen. De positie ging naar Robert Ameerali, die tot dan toe geen lid van de ABOP was.
Ditmaal mocht de ABOP de ministersposten op Transport, Communicatie en Toerisme, Regionale Ontwikkeling, Justitie en Politie en Handel en Industrie invullen.

### Verkiezingen van 2015
In 2015 stelde ABOP voor het eerst in elk van de 10 districten van de Republiek Suriname een kandidaat voor De Nationale Assemblee. Dit gebeurde wederom in A-Combinatie verband, nu als Alternatieve Combinatie en met de politieke partijen PDO van Waldi Nain en KTPI onder leiding van Willy Soemita. In 2015 kreeg de ABOP ongeveer 25.000 stemmen. Ditmaal was er geen sprake van samenwerking met de NDP, omdat deze partij 26 zetels behaalde, hetgeen een meerderheid in het parlement betekende.
ABOP zat daarom na 2015 met vijf parlementariërs in de oppositie, Dinotha Vorswijk vertegenwoordiger van district Sipaliwini, Edward Belfort vertegenwoordiger van district Paramaribo, Ronnie Brunswijk vertegenwoordiger van district Marowijne, Marinus Bee vertegenwoordiger van district Marowijne en Diana Pokie vertegenwoordiger van district Brokopondo. Dankzij de 25.000 stemmen die ABOP in 2015 behaalde waren zij na de NDP en de Vooruitstrevende Hervormings Partij (VHP) in grootte de derde politieke partij van Suriname.

### Verkiezingen van 2020
Sinds eind maart 2019 is de vorming van allianties tijdens verkiezingen wettelijk verboden. Om toch voordeel te kunnen halen uit samenwerking met andere partijen, kondigden Ronnie Brunswijk en Paul Abena nog diezelfde maand aan nauwer te gaan samenwerken. Hierbij werd afgesproken dat Abena tijdens de verkiezingen van 2020 op de lijst van ABOP verkiesbaar zal zijn en niet met zijn partij, Seeka, afzonderlijk mee te zullen doen. Samenwerking met de BEP, die eveneens een grote aanhang onder de marronbevolking heeft, mislukte.
Daarnaast ging de ABOP de samenwerking aan met de Pertjajah Luhur (PL), een partij die grotendeels een Javaanse achterban heeft. Met deze partij is de afspraak gemaakt, dat ABOP-kandidaten op de lijst van de PL komen te staan in districten waar de achterban van ABOP niet groot is. Omgekeerd gebeurt hetzelfde met PL-kandidaten op de ABOP-lijsten.
Op 18 april hield de partij haar eerste online massabijeenkomst die werd uitgezonden via de televisiekanalen van Apintie en Koyeba en daarnaast via verschillende Facebook-pagina's. Ertoe bewogen door de coronacrisis, had de ABOP hiermee de primeur in Suriname. Tot de verkiezingen zullen de online bijeenkomsten wekelijks worden gehouden.
De partij behaalde acht zetels tijdens de verkiezingen met daarbij nog een extra zetel uit Wanica voor Miquella Soemar-Huur die daar als lijstduwer op de lijst van Pertjajah Luhur meedeed en de meeste stemmen achter zich kreeg.
De ABOP vormde hierna een coalitie regering met de Vooruitstrevende Hervormings Partij (VHP)). Ronnie Brunswijk  werd Vice President van het land en Marinus Bee werd voorzitter van DNA.

### Verkiezingen van 2025
Naast de eigen kandidaten maakte de ABOP in 2025 ruimte voor vijf kandidaten van de partijen Amazone Partij Suriname (APS), Volkspartij voor Vernieuwing en Democratie (VVD), Nieuwe Stijl KTPI (NSK), Groep Djojo (GD) en Partij voor Democratie en Ontwikkeling (PDO). Verder is er samenwerking met Nieuw Suriname (NS). Na de verkiezingen trad de ABOP toe tot het kabinet Simons dat door zes partijen wordt gevormd. Partijleider Ronnie Brunswijk werd vicevoorzitter van De Nationale Assemblée.

## Organisatie

### Symbolen

#### Partijkleuren
- Zwart moet herinneren aan de maatschappelijke situatie van waaruit gestalte is gegeven aan de partij.
- Geel symboliseert een gouden toekomst voor land en volk.

#### Partijsymbool
De drie ringen symboliseren gerechtigheid, vrede en de eenheid onder de partijleden. De man bij de offerplaats symboliseert de wijze waarop in de cultuurhistorie van de stichters van de ABOP, een plengoffer wordt gebracht en de voorvaderen worden geëerd. De vlaggenstok in het symbool staat voor zelfstandigheid, zelfredzaamheid, steunpunt en volwassenheid.

## Verkiezingsresultaten
| Verkiezingsjaar | Zetels | Stemmen |               |
| --------------- | ------ | ------- | ------------- |
| 1991            | 0 / 51 | 616     | Niet verkozen |
| 1996            | 0 / 51 | 2.360   | Niet verkozen |
| 2000            | 0 / 51 | 3.160   | Niet verkozen |
| 2005            | 1/ 51  |         | Coalitie      |
| 2010            | 3 / 51 |         | Coalitie      |
| 2015            | 5 / 51 | 24.957  | Oppositie     |
| 2020            | 9 / 51 | 24.956  | Coalitie      |

## ABOP-parlementsleden
2005-2010
- Ronny Brunswijk (Marowijne), fractievoorzitter

2010-2015
- Ronny Brunswijk (Marowijne), fractievoorzitter
- Marinus Bee (Marowijne)
- Walter Bonjaski (Sipaliwini)

2015-2020
- Ronny Brunswijk (Marowijne), fractievoorzitter
- Marinus Bee (Marowijne)
- Edward Belfort (Paramaribo)
- Diana Pokie (Brokopondo)
- Dinotha Vorswijk (Sipaliwini)

2015-2020
- Obed Kanapé (Sipaliwini), huidige fractievoorzitter
- Dinotha Vorswijk (Sipaliwini), was eerste fractievoorzitter
  - opvolging op 27 augustus 2021 door Renet Wahki
- Ronny Brunswijk (Marowijne)
  - opvolging op 7 augustus 2020 door Geneviévre Jordan
  - opvolging op 16 januari 2025 door Cyrano Asoiti
- Diana Pokie (Brokopondo)
  - opvolging op 7 augustus 2020 door Fogatie Aserie
- Marinus Bee (Marowijne)
- Edward Belfort (Paramaribo)
- Edgar Sampie (Paramaribo)
- Ramon Koedemoesoe (Para)
- Miquella Soemar-Huur (Wanica), ABOP-lid maar verkozen op PL-lijst

## ABOP-ministers
Minister van Transport, Communicatie en Toerisme
- Alice Amafo (2005-2007)
- Richel Apinsa (2007-2010)
- Falisie Pinas (2010-2015)

Minister van Justitie en Politie
- Martin Misiedjan (2010-2012)
- Edward Belfort (2012-2015)

Minister van Regionale Ontwikkeling
- Stanley Betterson (2012-2015)

Minister van Sociale Zaken en Volkshuisvesting
- Alice Amafo (2010-2015)